# 伊藤敦 (プロデューサー)
伊藤 敦（いとう あつし、1968年〈昭和43年〉10月 - ）は、日本のアニメプロデューサー。株式会社KADOKAWA アニメ事業グループ アニメ事業局アニメ企画部ゼネラルプロデューサー。石川県白山市出身。

## 経歴
早稲田大学大学院を中途退学。NHKのディレクター、BMGビクターを経て角川書店に入社。過去には映像事業局局次長兼アニメーション部部長兼企画製作課課長を務めていた（2011年7月現在）。

## 人物
『喰霊-零-』超自然災害ラジオ対策室のアニメ業界何でも相談コーナーにて語ったことによれば、アニメに関わりたいという願いからアニメ制作会社を志したものの、周囲に反対によりかつてはラテ兼営局のキー局に就職し、ラジオ部門に配属される。そこにおいてラジオドラマなどの経験を積み、角川書店に転職する。転職後も最初はCDミニ文庫のラジオドラマを担当していたが、『スレイヤーズ』のOVAのアシスタントプロデューサーがプロデューサーとして初めての仕事だと言われている。また、『涼宮ハルヒの憂鬱』や『日常』などいくつかの作品ではジョー伊藤の名で脚本を執筆している。ラジオに出演するほか、ロケハンや実写等のDVD、ブルーレイの映像特典に出演するなど（意図的ではないものも含め）比較的露出の多いプロデューサーである。

## 作品一覧

### テレビアニメ
1998年
- シャドウスキル - プロデュース協力

1999年
- エデンズボゥイ - プロデュース協力 ※いとうあつし名義

2000年
- ゲートキーパーズ - プロデューサー

2001年
- SAMURAI GIRL リアルバウトハイスクール - ラインプロデューサー

2002年
- フルメタル・パニック! - 統括プロデューサー
- キディ・グレイド - 企画プロデュース

2003年
- D・N・ANGEL - プロデューサー
- フルメタル・パニック?ふもっふ - 企画プロデューサー

2005年
- SHUFFLE! - 企画プロデューサー
- フルメタル・パニック!The Second Raid - 企画プロデューサー

2006年
- 涼宮ハルヒの憂鬱 - 企画プロデューサー（第1話）→作品担当（第2話 - 第14話）、脚本（第7話）

2007年
- SHUFFLE! MEMORIES - 企画プロデューサー
- らき☆すた - 企画プロデューサー
- ご愁傷さま二ノ宮くん - 製作
- レンタルマギカ - 製作

2008年
- H2O -FOOTPRINTS IN THE SAND- - 製作
- 我が家のお稲荷さま。 - 製作
- 純情ロマンチカ - 製作
- 喰霊-零- - プロデューサー
- 純情ロマンチカ2 - 製作

2009年
- 空を見上げる少女の瞳に映る世界 - プロデューサー
- 鋼殻のレギオス - 製作
- 涼宮ハルヒの憂鬱（第2期） - プロデューサー、脚本（第9話・第22話）
- キディ・ガーランド - 企画プロデューサー

2011年
- 日常 - 企画プロデューサー、脚本
- 未来日記 - 企画プロデューサー

2012年
- 氷菓 - プロデューサー

2013年
- 勇者になれなかった俺はしぶしぶ就職を決意しました。 - プロデューサー

2014年
- 東京ESP - プロデューサー

2015年
- 長門有希ちゃんの消失 - 統括プロデューサー

2016年
- 紅殻のパンドラ - 企画プロデューサー
- ビッグオーダー - プロデューサー

2017年
- 終末なにしてますか? 忙しいですか? 救ってもらっていいですか? - 統括プロデューサー

2018年
- フルメタル・パニック! Invisible Victory - 統括プロデューサー

2020年
- まえせつ! - 企画プロデューサー、脚本（第7話）

2021年
- スーパーカブ - 企画プロデューサー
- 女神寮の寮母くん。 - プロデューサー

### 劇場アニメ
2000年
- 映画おじゃる丸 約束の夏 おじゃるとせみら - プロデューサー

2007年
- KIDDY GRADE -IGNITION-／-MAELSTROM-／-TRUTH DAWN- - プロデューサー

2009年
- 天上人とアクト人最後の戦い - プロデューサー

2010年
- 涼宮ハルヒの消失 - プロデューサー

2011年
- 劇場版 そらのおとしもの 時計じかけの哀女神 - 製作

2017年
- フルメタル・パニック! ディレクターズカット版 - 企画プロデューサー

### OVA
2002年
- こすぷれCOMPLEX - プロデューサー（第1話）→チーフプロデューサー（第2話・第3話）

2008年
- らき☆すたOVA - プロデューサー、脚本

2013年
- 未来日記リダイヤル - 企画プロデューサー

### Webアニメ
2009年
- 涼宮ハルヒちゃんの憂鬱 - 友情プロデューサー
- にょろーん ちゅるやさん - 友情プロデューサー

2025年
- うっちゃり! - 監督・脚本・音響ディレクター

### バラエティ番組
2009年
- 谷口が行く不思議発見の旅 - プロデューサー

2010年
- らっきー☆れーさー - プロデューサー
- らっきー☆れーさーR - プロデューサー
- 桜庭一騎と諫山黄泉が行く『聖地巡礼』の旅 - プロデューサー、ディレクター

### ラジオ
2008年
- 「喰霊-零-」超自然災害ラジオ対策室 - プロデューサー

2009年
- 『キディ・ガーランド』GTO喫茶室『タッチ&ゴー!』 - 構成作家

2010年
- 白石稔のガチ無知ラジオ - 構成作家

### ライブイベント
2007年
- 涼宮ハルヒの激奏 - 実行委員長代理

2009年
- らき☆すた in 武道館 あなたのためだから - プロデューサー
- 涼宮ハルヒの弦奏 - 企画プロデューサー
- 喰霊-零- THE LIVE - 企画プロデューサー